# مورارو
مورارو ((بالسلوفينية: Morar)‏؛ Friulian) هيبلدية تقع في منطقة فريولي فينيتسيا جوليا الإيطالية على بعد قرابة 40 كيلومتر (25 ميل) شمال غرب ترييستي و9 كيلومتر (6 ميل) غرب غوريزيا.
تقع مورارو على حدود البلديات التالية: كابريفا دل فريولي، كورمون، فارا ديسونتسو، غراديسكا ديسونتسو، ماريانو دل فريولي، سان لورينتسيو إيزنتينو.